# Fundación José Rujano
Fundación José Rujano o FundaRujano es un equipo de ciclismo amateur de Venezuela. Es parte de la fundación del mismo nombre del ciclista José Rujano, con la finalidad de fomentar el ciclismo en el estado Mérida. Tiene amplia participación en distintas competiciones a nivel nacional.

## Historia
Creada en el 2005 para el desarrollo y fomento del ciclismo en las categorías infantil y juvenil. A partir del año 2013 cuenta con equipos élite y Sub-23.

## Instalaciones
El equipo tiene sede en Santa Cruz de Mora.

## Plantilla
Integrado por jóvenes talentos del estado Mérida.